# Audi Sile
Áudi Síle (лат. слухай мовчки) — український готик-індастріал-гурт з Тернопільщини, утворений у 2002 році і нині активний; учасник і лауреат численних фестивалів.

## Історія
На початку існував проект «Пилигрим»: гурт грав sympho-doom з елементами павер-металу і використанням ритм-машин. Гурт під назвою Audi Sile з'явився у 1999 році, однак проіснував лише трохи більше року, востаннє виступивши на «Нівроку-2000».
Сучасний Audi Sile як такий Віталій Усік (Drakon AuS) та Віталій Фльонц (м. Козова, Тернопільська область) разом з клавішником Володимиром Стасишиним заснували у 2002 році, і в такому складі були перші виступи. Даючи концерти спочатку на рідній Тернопільщині, а відтак — і по всій Україні, Audi Sile швидко зайняли провідне місце на українській готичній сцені.
Першим значним здобутком колективу стала участь у програмі «Остання барикада» на каналі «1+1» разом з Кому Вниз, Вінки, Вій 27 лютого 2003 року. Випуск був присвячений українському готичному рухові. Окрім того, на різних етапах своєї діяльності учасники гурту брали участь у програмах на каналах СТБ, ICTV, ТЕТ, котрі так чи інакше стосувалися готичної культури в Україні.
13 липня 2003 року гурт Audi Sile здобув 1-у премію на фестивалі «Тарас Бульба» в м. Дубно, що здивувало навіть самих музикантів. За музику, яку в цей час виконував гурт, його називали «українським Rammstein'ом»
Коли гурт покинув клавішник, певний час його роль виконував продюсер Ростислав Антимис. На вокал у 2003 році покликали Інну Корнелюк, а в кінці серпня 2004-го (після того, як допомогла на Extreme Vision Open Air 2004 у Меджибожі) постійною клавішницею стала Анна Вольф із Києва.
На фестиваль «Dark Way» у Мінську гурт безпосередньо та особисто запросили самі організатори.
Сергій Литвинюк, директор гурту «Вій»
Також пісні Audi Sile виходили в збірках «Українська готика, vol. 1» (2003), «Очі відьми» (2007) (пісні гурту Вій у виконанні українських музикантів), «Радіо Україна» (2007), «Українська музика Випуск 2, Dark scene. Темна сцена» (2007). Пісні гурту звучать на Радіо ROKS.
Певний час гурт мав зв'язки з Українським Готичним Порталом (www.gothic.com.ua), на якому був форум гурту [Архівовано 5 січня 2015 у Wayback Machine.], однак через бажання порталу заволодіти музикою гурту в більшій мірі, ніж того хотіли музиканти, сталась публічна сварка: Audi Sile опублікували відкритий лист, УГП — лист у відповідь, зі спростуваннями. Врешті зв'язки припинились, а УГП почав активно працювали з гуртом «Холодне сонце».
Першим студійним альбомом Audi Sile став альбом DeMonsteration, який вийшов у 2005 році. У цьому ж році гурт здобув диплом на фестивалі «Перлини сезону».
Українські готичні журнали («Gothica», «Sacratum») зацікавилися гуртом, неодноразово публікуючи матеріали про Audi Sile.
Alexander Quake, gothic.com.ua, 2007 р.
Упродовж наступних трьох років (2005—2008) гурт отримав значну популярність на готичній сцені України, але його успішне майбутнє дещо затьмарили конфлікти між учасниками гурту. Таким чином Audi Sile призупинили свою музичну діяльність на два роки, щоб залагодити всі посталі проблеми й у новому складі з'явитися на сцені в 2011 році.
З 2010 року у гурті працюють: Віталій Drakon AuS (лідер, композитор, автор текстів, гітарист), Sade Sanderlin (вокалістка, автор текстів), Валентина Wandering Shade (клавішниця, менеджер, аранжування), Іван Попов (бас-гітарист, бек-вокаліст).
У 2012 році гурт повідомив про роботу над новим альбомом і виклав на ознайомлення перші записи, що до нього ввійдуть.
Гурт перебрався з Києва до Тернополя і знову трохи змінив склад: Віталій Усік «Drakon AuS» (гітара, тексти), Наталя Шкодюк «Aurora Aelita» (вокалістка), Петро Волощук Patric Viola (клавішник, композитор, аранжування), Артем Усік (клавішні, композитор, звукосинтез, аранжування).
За опитуваннями журналу «Gothica» (Gothica Music Awards), гурт потрапив у п'ятірку найкращих український гуртів «темної сцени» 2012 року.
Одна з пісень 2014 року — «Геть з моєї землі!». У лютому 2014 року гурт повідомив, що роботу над новим альбомом майже завершено. У ньому буде 13 пісень, а також кавер на пісню «Do Angels Never Cry, And Heaven Never Fall?» Ordo Rosarius Equilibrio. Представлення альбому у новій концертній програмі Audi Sile заплановане на осінь.

## Склад

### Сучасний склад
Поточний склад гурту :
- Віталій Усік Drakon AuS (лідер, композитор, автор текстів, гітарист)
- Марія Лема «Lada Red» (вокалістка)
- Петро Волощук «Patrik Viola» (клавішні, синтез, оранжування)
- Артем Усік «Jar Wiss» (програмування, синтез, оранжування)

### Колишні учасники
- Віталій Фльонц (2001—2006) — композитор, автор музики, текстів, вокал, програмування
- Володимир Стасишин (2000—2002) — клавішні
- Ірина Ковальська (2000—2002) — вокал
- Ростислав Антимис (2002—2005) — менеджер
- Андрій Зубакін (2003—2004) — ударні
- Інна Корнелюк (2003—2007) — вокал
- Галина Трофим'як (2004) — віолончель
- Анна Вольф (2004—2008) — менеджер, клавішні (зараз — Nitr0-X)
- Артем Усік (2005—2007) — ударні
- Руслан Дрозд (2006—2007) — бас
- Іван Попов (2007—2009) — бас, вокал
- Денис Лагода (2008) — бас
- Валентина Wandering Shade (2010—2012) — клавішні, менеджер, аранжування

## Дискографія

### Студійні альбоми
- 2005 — «DeMonsteration»
- 2015 — «W. of A.»

### Збірки
- 2003 — «Українська готика, vol. 1»[20][21]
- 2007 — «Очі відьми» (пісні гурту Вій у виконанні українських музикантів)
- 2007 — «Радіо Україна»[22]
- 2007 — «Українська музика Випуск 2, Dark scene. Темна сцена»

## Концерти і виступи
2002
- 19.05.2002 — Львів, готична вечірка «Некрополіс» (разом з The Litz, Neon)
- 10.10.2002 — фестиваль «Рокотека», Львів, парк ім. Б. Хмельницького (разом з Чорний Вересень, Dark Moon, Верховна Зрада, Ірій та ін.)

2003
- 22.01.2003 — Depeche Mode party, Львів, клуб «Лялька»[23]
- 26.02.2003 — Necropolis party, Львів, клуб «Лялька» (разом з гуртом Вінки)[24]
- 3.04.2003 — «ТАРАС ЛЯЛЬКА» (відбір на фестиваль «Тарас Бульба», Львів, «Лялька») (разом з «Далі», «Хмарочос»)[25]
- 29.04.2003 — «День народження Тернопільського Рок-клубу»
- 31.05.2003 — «12 років Тернопільському Рок-клубу»
- 13.07.2003 — фестиваль «Тарас Бульба», Дубно[26]
- 17.09.2003 — 1+1 «Остання барикада» Київ (разом з «ВіЙ», «Кому Вниз», «Вінки»)
- 04.10.2003 — міні-фестиваль «Necropolis: Готичний карнавал», Львівська обл., Олеський замок, клуб «Гридниця» (разом із Zsuf, Gray/Scale)

2004
- 24.01.2004 — «Висадка», Тернопіль, Рок-клуб (разом з Анна, Базука Бенд та ін.)
- 13-14.02.2004 — Всеукраїнський фестиваль «Рейвах», Тернопіль
- 14.02.2004 — gothic party «My Valentine — goth!», Львів, клуб «Star Ушка»
- 04.03.2004 — хедлайнери на міні-фестивалі «СвітеРок», Черкаси, клуб «DZDance House»
- 22.03.2004 — вечірка «Слухай Своє», Тернопіль
- 10.04.2004 — міні-фестиваль «Necropolis: Навський Великдень», Збараж (Тернопільська обл.), Збаразький замок (разом із ZSUF)
- 09.08.2004 — фестиваль «Necropolis: Чорна Ліра», Збараж (Тернопільська обл.), Збаразький замок (разом з Fading Colours, Gray/Scale, Винки, Dust Heaven, Zsuf, Реактор, Холодне Сонце, Замкова Тінь та ін.)
- 21.08.2004 — фестиваль важкої музики Extreme Vision Open Air 2004, Меджибож (разом з Grimfaith, Ambivalence, Bazooka Band, Mortuary, Nocturnal Dominium, Offertorium, Sontsevorot)
- 03.09.2004 — перший сольний концерт гурту Audi Sile, організований Українським Готичним Порталом, — «Ukrainian Gothic: Industrial Necropolis», Київ, «Store 205»[27][6]
- 12.09.2004 — готичний фестиваль «Некрополіс: Чорна Ліра», Збараж[28]
- 08-09.10.2004 — XI Всеукраїнський фестиваль молодіжного мистецтва «Нівроку-2004», Тернопіль (разом з ВІЙ, Мотор'ролла, Ot Vinta, Вінки, Sky, Ті, Що Падають Вгору та ін.).
- жовтень 2004 — акція «Чиста Україна», Тернопіль

2005
- 13.04.2005 — презентація альбому DeMonsteRation, Львів, кафе-клуб «Лялька» (разом з Mind Zero)[29]
- 19.04.2005 — презентація альбому Audi Sile Demonsteration, Київ, клуб «Оріана» (разом з Temporary Sufferings, Malinconia, Grimfaith)[30]
- 15.07.2005 — фестиваль «Перлини сезону», Запоріжжя[31]
- 15.12.2005 — презентація дебютного альбому гурту «Вінки», Київ, клуб «Торба» (гості, разом з SWEET SIXTY NINE)[32]
- 25.12.2005 — вечірка «Остання неділя ROCK'у», Луцьк, клуб «Майдан» (разом з Fleshgore, Unerase)

2006
- 26.02.2006 — Asylum 2, Київ, клуб «Торба» (разом з Сон Розуму, Inversus, Вінки)[33]
- 16.09.2006 — готичний фестиваль «Діти Ночі: Чорна Рада-3», Київ, клуб «Бінго» (разом з Кому Вниз, Error: Genesis, Inferno, Phantasmagoria, Blood Jewel, Severe Illusion, Charlotte's Shadow, The Guests, Prophetic Dream, Vis Essentialis)[34]
- 14-15.10.2006 — фестиваль «Нівроку», Тернопіль[35]
- 09.12.2006 — вечірка «Asylum #3», Київ, клуб «Бочка».

2007
- 04.05.2007 — Per umbram Noctis party, Київ, клуб «Egypt» (разом з Otto Dix)[36]
- 08.06.2007 — Double Birthday Party, Київ, клуб «Бінго» (разом з Библиотека Просперо, Error: Genesis, Grimfaith, Холодне Сонце, Тінь Сонця, Шмели та ін.).[37]
- 16.06.2007 — Nocturnal Festival, Чернігів (разом з Kruger, Біла Вежа, Sky Storm, Idol, S.I.L.U.R. та ін.)[38]
- 14.09.2007 — фестиваль «Gothic night», Київ, клуб «Allegro» (разом з Das Ich, Diorama).
- 27.10.2007 — gothic party «Повний місяць», Львів, клуб «ОДНЕВСЕ» (разом з Полинове Поле)[39]
- 31.10.2007 — gothic party «Halloween», Київ, клуб «Queen Bee» (разом з Inversus, Vanilin, Marilyn Monroe)[40][41][42]
- 09.12.2007 — gothic doom party «One cold winter night…», Луцьк, клуб «Майдан» (разом з Grimfaith, Idol, Inversus, Seventh Evidence, Wild Garden, Ab Noctum)[43][44]
- 30.12.2007 — «New Year Gothic Party», Київ, клуб «Queen Bee» (разом з Delia, Hellfire Sox)[41][13]

2008
- 24.05.2008 — gothic party, Чернігів, клуб «Альтернативний 38» (разом з Grey Angels)[45][46]
- 19-20.09.2008 — готичний фестиваль «Діти Ночі: Чорна Рада-5», Київ, клуб «Бінго» (разом з Demonoid 13, Neverdice, Ange Noir, Fright Night, Kalt, Diversant 13, Dust Heaven, Inversus, Delia, Grantopera, She Cries, My Personal Murderer, Ignis Fatuus)[47][48][49]

2009
- 06.03.2009 — Techno Body Fest, Київ, клуб «Бінго» (разом з Combichrist, Holocoder, Virgin Fix, Error Genesis, Mind Shredder, Cybercide, Prophetic Dream, Darkstar, angel: cry, Grimfaith)[50]
- 02.05.2009 — фестиваль Kiev After Midnight, Київ, клуб «Бінго» (разом з Deform, Grimfaith, Angel: Cry, Mind:|:Schredder)[51][52]

2011
- 18.06.2011 — The Beauty and the Beast Fest, Київ, клуб «Штольц» (разом з Uncreated Light, November's Eve, Selendine, Dead Eyes).

2012
- 21.01.2012 — Industrial Beauty, Київ, клуб «Штольц» (разом з Dexessus, Dj Unkillered, Dj Cyanide та ін.)[53]
- 09.03.2012 — Smashed Ground festival, Київ, клуб «Прайм» (разом з Firelake, Inner Maze, United Mind Club, Mental Torment, Кромлех, Ancient Decadence)[54]
- 06.05.2012 — Explosion of Music, Київ, клуб «Барвы» (разом з Pandora, Orion)[55]
- 11.05.2012 — Friday Industrial Dark Show, Київ, клуб «Industrial» (разом з Патриарх та DreadcatcheR)[56][57]
- 13.10.2012 — фестиваль Vampire Decadence, Київ, клуб «Прайм» (разом з I MISS MY DEATH, ANCIENT DECADENCE, MALKAVIAN BLOOD, PR3GNANT WHOR3, SONGS FROM A TOMB)[58][59]

2013
- 16.03.2013 — 7-річчя журналу Gothica, Київ, клуб «Прайм» (разом з Mysterya, Hyperhate, The Kubrick Cats, T44, Artantique)[60]
- 30.04.2013 — Valpurgy Night, Київ, клуб «Прайм» (разом з AFTERMOON, T44, HIS, Clepsydra, ManOK, «Ai no Senshi», Gregory Neuman)[61]
- 5-7.07.2013 — Energy Open Air 2013, поблизу Черкас, база «Дахнівська Січ» (разом з Hyperhate, DeZtructor, akinesia, T44, cyberbrothers, मौत का चौथा राज्य та ін.)[62][63]

2014
- 28.10.2014 — Melodic Metal Session, Тернопіль, арт-бар «Коза» (разом з Mortalium, Killing Tomorrow)